# José Pinto Guimarães
José Pinto da Fonseca Guimarães (Porto Alegre, 23 de maio de 1870 — Rio de Janeiro, setembro de 1942) foi um escritor, jornalista, educador e diplomata brasileiro.

## Biografia
Era filho do coronel João Pinto da Fonseca Guimarães e Zulmira Lara Palmeiro da Fontoura. Foi irmão de João Pinto da Fonseca Guimarães que foi deputado à Assembléia Constituinte do Rio Grande do Sul em 1891.
Lecionou na Escola Normal, integrou a primeira equipe de redação do Correio do Povo em 1895, e dirigiu a Biblioteca Pública do Estado de 1897 a 1906, sendo o primeiro escritor a ocupar o cargo,
Depois seguiu a carreira diplomática. Em 1913 era secretário de legação encarregado do Consulado Brasileiro em Berlim, e em 1931 era cônsul-geral
do Brasil em Assunção, onde participou da questão do Chaco, entre Paraguai e Bolívia.

## Obra
Foi autor de O Rio Grande do Sul para as Escolas (1896), a primeira obra didática para o ensino público de Geografia e História aprovada pelo Conselho Diretor de Instrução Pública, contendo poesias, crônicas, descrições de fauna e flora, tipos humanos, figuras ilustres do passado, noções de geografia, história, civismo, economia, costumes, tradições e cultura regional. Uma segunda edição, ampliada, foi publicada em 1899. A obra contribuiu para a construção da mitologia romantizada do gaúcho como o "monarca das coxilhas", havendo mesmo um capítulo com este título, e excluiu o negro da história do estado. Guilhermino César disse em 1956 que "José Pinto Guimarães sumariou a cultura rio-grandense num livro didático até hoje não superado". Para Dante de Laytano, "embora uma obra do século passado, surge-nos como trabalho pioneiro. Mais do que isso, aborda a história regional pelo simbolismo que se recebe de suas tradições, assim a matéria do livro amplia-se para a história dos costumes. Não permanece apenas na história heroica, que é a principal no devotamento exato da imagem do passado, segundo as suas figuras e atos e fatos. José Pinto Guimarães dá-nos um livro de história social".